# Nederlands kampioenschap schaken 1969
Het Nederlands kampioenschap schaken 1969 werd gehouden van 30 maart t/m 12 april 1969 in de stad Leeuwarden. Hans Ree prolongeerde zijn titel. De locatie van het toernooi was Hotel De Klanderij.

## Geschiedenis
Het zou de tweede keer in de geschiedenis zijn dat het Nederlands Kampioenschap schaken in Leeuwarden werd gehouden. Eerder werd het kandidatentoernooi van het Nederlands Kampioenschap schaken 1942 in Leeuwarden verspeeld.
Friesche Vlag had zich als sponsor verbonden aan het toernooi. Daarom werd het toernooi officieel het Friesche Vlag Toernooi genoemd. De Coöperatieve Condensfabriek Friesland had aangeboden het toernooi te organiseren. Hotel De Klanderij in Leeuwarden werd de speellocatie. Belangrijke verandering is dat het NK Schaken vanaf deze editie jaarlijks werd georganiseerd in plaats van elke twee jaar.
Tijdens de derde ronde op 2 april 1969 werd de spelers opgeschrikt omdat een deel van het stucwerk van het plafond in de speelzaal naar beneden kwam, wat een flink geluid maakte en een stofwolk veroorzaakte. Er raakte niemand gewond.
Na elf speelronden stonden Hans Ree en Kick Langeweg bovenaan, wat betekende dat Hans Ree als regerend Nederlands kampioen, de titel prolongeerde. De regel is namelijk dat zijn uitdagers ten minste een hogere score moeten behalen.

## Uitslag en kruistabel
| #  | Naam            | Score | 1  | 2  | 3  | 4  | 5  | 6  | 7  | 8  | 9  | 10 | 11 | 12 |
| -- | --------------- | ----- | -- | -- | -- | -- | -- | -- | -- | -- | -- | -- | -- | -- |
| 1  | Hans Ree        | 7½    | -- | 1  | 0  | 1  | ½  | ½  | ½  | 1  | 1  | 0  | 1  | 1  |
| 2  | Kick Langeweg   | 7½    | 0  | -- | ½  | 1  | 1  | 1  | ½  | ½  | 1  | ½  | ½  | 1  |
| 3  | Jan Timman      | 7     | 1  | ½  | -- | 0  | 0  | 1  | ½  | 1  | 1  | 1  | 1  | 0  |
| 4  | Jan Hein Donner | 6½    | 0  | 0  | 1  | -- | ½  | 0  | ½  | 1  | ½  | 1  | 1  | 1  |
| 5  | Frans Kuijpers  | 6½    | ½  | 0  | 1  | ½  | -- | ½  | 0  | ½  | ½  | 1  | 1  | 1  |
| 6  | John van Baarle | 6     | ½  | 0  | 0  | 1  | ½  | -- | ½  | ½  | ½  | ½  | 1  | 1  |
| 7  | Coen Zuidema    | 6     | ½  | ½  | ½  | ½  | 1  | ½  | -- | ½  | ½  | 1  | ½  | 0  |
| 8  | Eddie Scholl    | 5½    | 0  | ½  | 0  | 0  | ½  | ½  | ½  | -- | 1  | 1  | 1  | ½  |
| 9  | Haije Kramer    | 4½    | 0  | 0  | 0  | ½  | ½  | ½  | ½  | 0  | -- | 1  | ½  | 1  |
| 10 | Tom de Ruiter   | 3½    | 1  | ½  | 0  | 0  | 0  | ½  | 0  | 0  | 0  | -- | ½  | 1  |
| 11 | Joop Piket      | 3     | 0  | ½  | 0  | 0  | 0  | 0  | ½  | 0  | ½  | ½  | -- | 1  |
| 12 | Maarten Etmans  | 2½    | 0  | 0  | 1  | 0  | 0  | 0  | 1  | ½  | 0  | 0  | 0  | -- |